# Povos indígenas da Amazônia
Os povos indígenas da Amazônia são genericamente grupos de ameríndios ou silvícolas (indígenas do continente americano antes da chegada dos europeus) que habitam a Amazônia há milhares de anos e que possuem conhecimento detalhado sobre a floresta tropical úmida e os métodos para de um relação de subsistência e vida integrado com a floresta.
A Amazônia ocupa quase 50% do território brasileiro, sendo majoritariamente formada por florestas do bioma é de terras baixas: florestas úmidas com chuvas diariamente, e florestas estacionais com pouca umidade durante alguns messes. Algumas estimativas indicam que os primeiros povoamentos na Amazônia ocorreram entre 32 mil e 39 mil anos atrás, como as etnias: Yanomami, os Ashaninka, os Matis, os Marubo e os Kayapó.

## Noroeste Amazônico
A região noroeste da Amazônia é habitada há aproximadamente dois mil anos, por 22 povos indígenas que fazem uma população de 26 mil pessoas, que falam três famílias linguísticas: Aruak, Tukano e Naduhup.
Alguns povos vivem nas margens dos rios próximos à Colômbia, como os Tukano, assim o rio é a principal referência e o caminho de deslocamento. Mas alguns povos vivem em áreas interiores, próximas aos igarapés (pequenos rios) como os Däw, Hupda, Yuhupdeh e, Nadöb. São ótimos caçadores, mas também fazem trocas de produtos entre grupos, que dependem dos ciclos das plantas e dos peixes de acordo com cada estação. Ciclos que são rigorosamente seguido plos indígenas no Rio Uaupés para manter o equilíbrio da natureza e não ter escassez de alimento.

## No Brasil
Os povos indígenas nos estados da Amazônia Legal:
| Nome                                | Língua           | Região                                | População                                                                   |
| Apolima-arara, Arara do Rio Amônia  | Português        | Acre                                  | 434 (Siasi/Sesai 2014)                                                      |
| Arara-Shawanaua                     | Pano             | Acre                                  | 677 (Siasi/Sesai 2014)                                                      |
| Ashaninka                           | Aruak, Ashaninka | Acre TI Kampa TI Kaxinawa Rio Humaitá |                                                                             |
| Machineris                          | Aruaque          | Acre                                  | 459                                                                         |
| Nauas                               | Português        | Acre                                  | 458                                                                         |
| Nukinis                             | Pano             | Acre                                  | 458                                                                         |
| Poyanawa                            | Pano             | Acre                                  | 403                                                                         |
| Shanenawa, Katukina                 | Pano             | Acre                                  | 769 (Siasi/Sesai 2020)                                                      |
| Yawanawás                           | Pano             | Bolívia Acre Peru                     | 132 (Censo de Poblacion y Viviendas 2012) 849 (Siasi/Sesai 2020) 324 (1993) |
| Yaminawá, Jaminawa , Masho-Piro     | Pano             | Acre TI Mamoadate Peru Bolívia        | 1454 (Siasi/Sesai 2014) 600 (INEI 2007) 630 (1997)                          |
| Yura, Xatanawa, Isolados do Xinane  | Pano             | Acre TI Alto Envira                   | 35 (Funai 2014)                                                             |
| Huni Kuin / Kaxinawá                |                  | TI Kaxinawa Rio Humaitá               |                                                                             |
| Isolados do Alto Tarauacá           |                  | Acre TI Alto Tarauacá                 |                                                                             |
| Isolados do Alto Rio Humaitá        |                  | TI Rio Humaitá                        |                                                                             |
| Isolados do Igarapé Taboca          |                  | Acre TI Igarapé Taboca),              |                                                                             |
| Isolados do Rio Acre                |                  | Acre TI Cabeceira do Rio Acre         |                                                                             |
| Isolados do Rio Jaminawá            |                  | Acre TI Alto Envira                   |                                                                             |
| Isolados do Rio Envira              |                  | Acre TI Kampa                         |                                                                             |
| Isolados do Riozinho do Alto Envira |                  | Acre TI Alto Envira                   |                                                                             |
| Isolados Masko / Masho-Piro         |                  | TI Mamoadate                          |                                                                             |
| Kulina                              |                  | TI Kaxinawa Rio Humaitá               |                                                                             |
| Mashko                              |                  | Acre TI Kampa                         |                                                                             |

| Nome                   | Língua       | Região                       | População                                   |
| Wajãpi, Wayapi, Oiampi | Tupi-Guarani | Amapá e Pará Guiana Francesa | 1 612 (Siasi/Sesai 2020) 950 (Grenand 2009) |

| Nome                                                | Língua           | Região                                 | População                                                                    |
| Arapaços                                            | Tucano           | Amazonas                               | 448 (Siasi/Sesai 2014)                                                       |
| Apurinãs, Ipurina, Popukare                         | Aruaque          | Amazonas, Mato Grosso                  | 10 228 (Siasi/Sesai 2020)                                                    |
| Barás                                               | Tucano           | Amazonas Colômbia                      | 44 (Foirn/ISA 2017) 296 (1988)                                               |
| Barés, Hanera                                       | aruak, nheengatu | Amazonas TI Rio Teá Venezuela          | 11 472 (Siasi/Sesai 2014) 5 044 (Censo de Poblacion y Viviendas 2011)        |
| Barasanas                                           | Tucano           | Amazonas e Colômbia                    | 61 (939)                                                                     |
| Denis                                               | Arauá            | Amazonas                               | 736                                                                          |
| Desanos                                             | Tucano           | Amazonas, TI Rio Teá Colômbia          | 1531 (2036)                                                                  |
| Hupdás                                              | Macu             | Amazonas e Colômbia                    | ?                                                                            |
| Hixkaryana                                          |                  | TI Trombetas/Mapuera                   |                                                                              |
| Isolados Cabeceira do Rio Camanaú                   |                  | TI Waimiri Atroari                     |                                                                              |
| Isolados do Alto Jutaí                              |                  | TI Vale do Javari                      |                                                                              |
| Isolados do Igarapé Alerta                          |                  | TI Vale do Javari                      |                                                                              |
| Isolados do Igarapé Amburus                         |                  | TI Vale do Javari                      |                                                                              |
| Isolados do Igarapé Cravo                           |                  | TI Vale do Javari                      |                                                                              |
| Isolados do Igarapé Flecheira                       |                  | TI Vale do Javari                      |                                                                              |
| Isolados do Igarapé Inferno                         |                  | TI Vale do Javari                      |                                                                              |
| Isolados do Igarapé Lambança                        |                  | TI Vale do Javari                      |                                                                              |
| Isolados do Igarapé Nauá                            |                  | TI Vale do Javari                      |                                                                              |
| Isolados do Igarapé Pedro Lopes                     |                  | TI Vale do Javari                      |                                                                              |
| Isolados do Igarapé São José                        |                  | TI Vale do Javari                      |                                                                              |
| Isolados do Igarapé São Salvador                    |                  | TI Vale do Javari                      |                                                                              |
| Isolados do Jandiatuba                              |                  | TI Vale do Javari                      |                                                                              |
| Isolados do Rio Bóia/Curuena                        |                  | TI Vale do Javari                      |                                                                              |
| Isolados do Rio Coari                               |                  | TI Vale do Javari                      |                                                                              |
| Isolados do Rio Esquerdo                            |                  | TI Vale do Javari                      |                                                                              |
| Isolados do Rio Itaquaí                             |                  | TI Vale do Javari                      |                                                                              |
| Isolados do Rio Pedra                               |                  | TI Vale do Javari                      |                                                                              |
| Isolados do Rio Quixito                             |                  | TI Vale do Javari                      |                                                                              |
| Isolados Korubo                                     |                  | TI Vale do Javari                      |                                                                              |
| Isolados Hi-Merimã                                  |                  | Amazonas, TI Hi-Merimã                 |                                                                              |
| Isolados Katawixi                                   | katukina         | Amazonas TI Jacareúba/Katawixi         |                                                                              |
| Isolados Karafawyana / Karapawyana                  |                  | TI Trombetas/Mapuera                   |                                                                              |
| Isolados Maku                                       |                  | TI Rio Teá                             |                                                                              |
| Isolados do Rio Cachorro                            |                  | TI Trombetas/Mapuera                   |                                                                              |
| Isolados Piriutiti                                  |                  | TI Waimiri Atroari                     |                                                                              |
| Jiahuis                                             | Tupi-guarani     | Amazonas                               | 50                                                                           |
| Jumas                                               | Tupi-guarani     | Amazonas                               | 7                                                                            |
| Kanamari                                            |                  | TI Vale do Javari                      |                                                                              |
| Katuenayana                                         |                  | TI Trombetas/Mapuera                   |                                                                              |
| Kokama                                              |                  | TI São Domingos do Jacapari            |                                                                              |
| Kulina, Madiha, Madija                              | arawa            |                                        | 5 558 (Funasa 2010)                                                          |
| Kulina Pano                                         |                  | TI Vale do Javari                      |                                                                              |
| Marubos                                             | Pano             | TI Vale do Javari                      | 1043                                                                         |
| Matis, Matsés                                       | Matis            | TI Vale do Javari                      | 239                                                                          |
| Muras                                               | Mura             | TI Boca do Futuro                      | 5540                                                                         |
| Nadob                                               | Macu             | Amazonas, TI Rio Teá                   | 300                                                                          |
| Naduhup                                             |                  | Amazonas Colômbia                      | 1058 (Siasi/Sesai 2020) 250 (Mahecha 2000)                                   |
| Parintintins                                        | Tupi-guarani     | Amazonas                               | 156                                                                          |
| Paumaris                                            | Aruaque          | Amazonas                               | 870                                                                          |
| Tenharins                                           | Caguaíva         | Amazonas TI Tenharim/Marmelos          | 828 (Siasi/Sesai 2014)                                                       |
| Torás                                               | Txapacura        | Amazonas                               | 330 (Siasi/Sesai 2014)                                                       |
| Tsohom / Tsunhuns-djapás, Tukún-djapá, Tukano-djapá | Katukina         | TI Vale do Javari                      | 38 (CTI 2016)                                                                |
| Matsés                                              | Pano             | Amazonas e Peru                        | 829 (1000)                                                                   |
| Miranhas                                            | Bora             | Amazonas e Colômbia                    | 613 (445)                                                                    |
| Pira-tapuias                                        | Tucano           | Amazonas, TI Rio Teá Colômbia          | 1004 (400)                                                                   |
|                                                     |                  |                                        |                                                                              |
| Sirianos                                            | Tucano           | Amazonas Colômbia                      | 86 (Siasi/Sesai 2014) 665 (1988)                                             |
| Suruwahã, Coxodoá                                   | Arawá            | Amazonas                               | 171 (Siasi/Sesai 2014)                                                       |
| Tarianas                                            | Aruaque          | Amazonas e Colômbia                    | 1914 (205)                                                                   |
| Tikunas                                             | Ticuna           | Amazonas (TI Matintin), Peru, Colômbia | 57 571 (Siasi/Sesai 2020) 6 982 (INEI 2007) 8 000 (Goulard, J. P. 2011)      |
| Tukano                                              |                  | Amazonas, TI Rio Teá Colômbia          | 39 (296)                                                                     |
| Xowyana                                             | karib            |                                        |                                                                              |
| Yanomami                                            | Yanomami         | Amazonas e Roraima Venezuela           | 30390 (Dsei Yanomami 2023) 11341 (INE 2011)                                  |
| Barasanas                                           | Tucano           | Amazonas e Colômbia                    | 61 (939)                                                                     |
| Desanos                                             | Tucano           | Amazonas e Colômbia                    | 1531 (2036)                                                                  |
| Hupdás                                              | Macu             | Amazonas e Colômbia                    | ?                                                                            |
| Miranhas                                            | Bora             | Amazonas e Colômbia                    | 613 (445)                                                                    |
| Tarianas                                            | Aruaque          | Amazonas e Colômbia                    | 2 684 (Siasi/Sesai 2014) 205 (1988)                                          |
| Tukano, Ye'pâ-masa                                  |                  | Amazonas Colômbia Venezuela            | 5731 (Siasi/Sesai 2014) 6330 (1988) 29 (Censo de Poblacion y Viviendas 2011) |
| Piratapuias                                         | Tucano           | Amazonas e Colômbia                    | 1004 (400)                                                                   |
| Sirianos                                            | Tucano           | Amazonas e Colômbia                    | 17 (665)                                                                     |
| Matsés                                              | Pano             | Amazonas e Peru                        | 829 (1000)                                                                   |
| Baré                                                | Nheengatu        | Amazonas e Venezuela                   | 2790 (1210)                                                                  |
| Ticunas                                             | Ticuna           | Amazonas, Peru e Colômbia              | 32613 (4200) (4535)                                                          |
| Tuyuka                                              | Tucano           | Amazonas Colômbia                      | 1 050 (Siasi/Sesai 2014) 570 (1988)                                          |
| Waiwai                                              |                  | TI Trombetas/Mapuera                   |                                                                              |
| Warao                                               |                  | Amazonas Venezuela                     | 3300 (ACNUR 2020) 48 771 (INE-Venezuela 2011)                                |
| Warekena                                            | Aruaque          | Amazonas Venezuela                     | 1 039 (Siasi/Sesai 2014) 620 (XIV Censo de Poblacion y Viviendas 2011)       |
| Waimiri-Atroari, Kiña, Uaimiry, Crichaná            | karib            | Roraima e Amazonas TI Waimiri Atroari  | 2394 (PWA 2022)                                                              |
| Witoto                                              | Uitoto           | Amazonas Colômbia Peru                 | 84 (Siasi/Sesai 2014) 5 939 (1988) 1 864 (INEI 2007)                         |
| Zorós                                               | Mondé            | amazonas                               | 787 (Siasi/Sesai 2014)                                                       |

| Nome      | Língua       | Região             | População                 |
| Apiakás   | Apiacá       | Mato Grosso e Pará | 1 050 (Sisai/Sesai 2020)  |
| Bororos   | Bororo       | Mato Grosso        | 1024                      |
| Iranxes   | Iranxe       | Mato Grosso        | 326                       |
| Matipus   | Caribe       | Mato Grosso        | 119                       |
| Naruvotos | Caribe       | Mato Grosso        | 78                        |
| Parecis   | Aruaque      | Mato Grosso        | 1293                      |
| Tapirapés | Tupi-guarani | Mato Grosso        | 438                       |
| Trumais   | Trumai       | Mato Grosso        | 260 (Sisai/Sesai 2020)    |
| Umutinas  | Bororo       | Mato Grosso        | 124                       |
| Xavantes  | Jê, Akwen    | Mato Grosso        | 22 256 (Sisai/Sesai 2020) |
|           |              |                    |                           |

| Nome                                                                       | Língua                | Região                                  | População                                                                |
| Akuriyó                                                                    | Karib                 | Pará                                    |                                                                          |
| Amanayé, Araradeua                                                         | Tupi-Guarani          | Pará e Guiana Francesa Suriname         | 174 (Sisai/Sesai 2017) 40 (Eliane Camargo 2011) 10 (Eliane Camargo 2011) |
| Anambés                                                                    | Tupi-guarani          | Pará                                    | 182 (Iepé 2022)                                                          |
| Aparaí                                                                     | Karib                 | Pará TI Rio Paru d'Este                 | 647 (Sisai/Sesai 2020)                                                   |
| Araweté isolados                                                           |                       | TI Xikrin do Cateté                     |                                                                          |
| Arapium                                                                    |                       | Pará TI Maró e TI Cobra Grande          | 2 204 (Siasi/Sesai 2012)                                                 |
| Arara-do-pará, Ukaragma                                                    | Karib                 | Pará                                    | 377 (Siasi/Sesai 2012)                                                   |
| Arara do Maia                                                              |                       | Pará                                    | 293 (Verthic 2019)                                                       |
| Arara Vermelha                                                             |                       | Pará                                    | 142 (Saúde e Alegria 2014)                                               |
| Aikewara, Suruí, Sororó                                                    | Tupi-guarani          | Pará                                    | 470                                                                      |
| Araweté e Bïde                                                             | Tupi-guarani          | Pará                                    | 568 (Siasi/Sesai 2012)                                                   |
| Asurini, Akuawa                                                            | tupi-guarani, asurini | TI Koatinemo                            | 296 (IBGE 2022)                                                          |
| Borari                                                                     |                       | Pará TI Maró                            |                                                                          |
| Guarani                                                                    |                       | TI Xikrin do Cateté                     |                                                                          |
| Isolados Akurio                                                            |                       | Parque Tumucumaque                      |                                                                          |
| Isolados do alto Rio Ipitinga                                              |                       | TI Rio Paru d'Este                      |                                                                          |
| Isolados do Igarapé Ipiaçava                                               |                       | Pará TI Ituna/Itatá                     |                                                                          |
| Isolados do Iriri Novo                                                     |                       | TI Menkragnoti                          |                                                                          |
| Isolados Mengra Mrari / kayapó                                             |                       | TI Menkragnoti                          |                                                                          |
| Isolados do Rio Citaré                                                     |                       | Parque Tumucumaque                      |                                                                          |
| Isolados do Rio Fresco                                                     |                       | TI Kayapó                               |                                                                          |
| Isolados Pituiaro / Kayapó                                                 |                       | TI Kayapó                               |                                                                          |
| Isolados do Pitinga / Nhamunda-Mapuera                                     |                       | TI Kaxuyana-Tunayana                    |                                                                          |
| Isolados do Rio Kaxpakuru / Igarapé Água Fria                              |                       | TI Kaxuyana-Tunayana                    |                                                                          |
| Kahyana                                                                    |                       | TI Kaxuyana-Tunayana                    |                                                                          |
| Jaraqui                                                                    |                       | TI Cobra Grande                         |                                                                          |
| Katxuyana                                                                  |                       | TI Kaxuyana-Tunayana Parque Tumucumaque |                                                                          |
| Mebengôkre Gorotire / Kayapó                                               |                       | TI Kayapó TI Xikrin do Cateté           |                                                                          |
| Mebengôkre Kôkraimôrô / Kayapó                                             |                       | TI Kayapó                               |                                                                          |
| Mebengôkre Mekrãgnoti / Kayapó                                             |                       | TI Menkragnoti                          |                                                                          |
| Tapajós                                                                    |                       | TI Cobra Grande                         | 241 (Siasi/Sesai 2020)                                                   |
| Tapayuna, Beiço de pau, Suyá Ocidentais, Kajkwakratxi                      | Jê                    | Pará e Mato Grosso                      | 432 (Amigos da Terra 2024)                                               |
| Tembés                                                                     | Tupi-guarani          | Pará e Maranhão                         | 2 096 (Siasi/Sesai 2020)                                                 |
| Tiriyó, Tarëno, Yawi, Pianokoto, Wü tarëno, Txukuyana, Ewarhuyana, Akuriyó | Karib                 | Pará, Parque Tumucumaque Suriname       | 2076 (Siasi/Sesai 2020) 1845 (Ellen-Rose Kambel 2006)                    |
| Tupaiú                                                                     |                       | Pará                                    | 546 (Saúde e Alegria 2014)                                               |
| Tupinambás                                                                 |                       | Pará e Bahia                            | 7656 (Siasi/Sesai 2020)                                                  |
| Tunayana                                                                   | karib                 | Pará e Amazonas TI Kaxuyana-Tunayana    | 107 (IBGE 2010)                                                          |
| Turiwara                                                                   | Tupi-guarani          | Pará                                    | 60                                                                       |
| Wayana                                                                     |                       | TI Rio Paru d'Este Parque Tumucumaque   |                                                                          |
| Witoto, Upurui, Roucouyen, Orkokoyana, Urukuyana, Wayana                   | Uitoto                | Pará Guiana Francesa Suriname           | 374 (Siasi/Sesai 2020) 800 (Lopes 2002) 500 (Lopes 2002)                 |
| Xikrin, Mebengôkre / Kayapó                                                | Jê                    | TI Kayapó TI Menkragnoti                | 2 267 (Sisai/Sesai 2020)                                                 |
| Xipayas                                                                    | Juruna                | Pará                                    | 241 (Sisai/Sesai 2020)                                                   |
| Zo'é                                                                       | Tupi-Guarani          |                                         | 331 (Sisai/Sesai 2020)                                                   |

| Nome                                                                    | Língua       | Região                     | População                |
| acuntus                                                                 | tupi guarani | Rondônia                   | 6                        |
| Aikanãs, Massaká, Tubarão, Mundé                                        | Aicanã       | Rondônia                   | 350 (Siasi/Sesai 2014)   |
| Arikapú                                                                 | Jabuti       | Rondônia                   | 37 (Siasi/Sesai 2014)    |
| Aruá                                                                    | Mondé        | Rondônia                   | 107 (Funasa 2010)        |
| Amondawas, Uru-eu-uau-uau, Jupaú                                        | Tupi-guarani | Rondônia TI Uru-Eu-Wau-Wau | 127 (Siasi/Sesai 2020)   |
| Akuntsu                                                                 | Tupari       | Rondônia                   | 607                      |
| Cintas-largas                                                           | Tupi-mondé   | Rondônia e Mato Grosso     | 1300                     |
| Gaviões-mondés                                                          | Mondé        | Rondônia                   | 436                      |
| Gavião Ikolen                                                           | Mondé        | Rondônia                   | 691 (Siasi/Sesai 2020)   |
| Isolados do Tanaru                                                      |              | TI Tanaru                  |                          |
| Isolados Bananeira                                                      |              | TI Uru-Eu-Wau-Wau          |                          |
| Isolados do Cautário                                                    |              | TI Uru-Eu-Wau-Wau          |                          |
| Isolados no Igarapé Oriente                                             |              | TI Uru-Eu-Wau-Wau          |                          |
| Isolados no Igarapé Tiradentes                                          |              | TI Uru-Eu-Wau-Wau          |                          |
| Juma                                                                    |              | TI Uru-Eu-Wau-Wau          |                          |
| Jabutis                                                                 | Jabuti       | Rondônia                   | 123                      |
| Juma                                                                    |              |                            |                          |
| Kawahiva Isolado do Rio Muqui                                           |              | TI Uru-Eu-Wau-Wau          |                          |
| Karo, Arara de Rondônia, Arara-Karo, Ntogapíd, Ramaráma, Urukú, I´târap | Ramarama     | Rondônia                   | 414 (Siasi/Sesai 2020)   |
| Karitiana, Yjxa                                                         | Arikén       | Rondônia                   | 333 (Siasi/Sesai 2014)   |
| Kanoê, Kapixaná, Kapixanã                                               | Kanoe        | Rondônia                   | 319 (Siasi/Sesai 2014)   |
| Massaco Isolados                                                        |              | Rondônia TI Massaco        |                          |
| Makurap                                                                 | Tupari       | Rondônia                   | 579 (Siasi/Sesai 2014)   |
| Oro-Win, Oro Towati', Uruin                                             | Txapakura    | Rondônia                   | 214 (Siasi/Sesai 2014)   |
| Patamonas                                                               | Caribe       | Roraima e Guiana           | 50 (5500)                |
| Paiteres                                                                | Mondé        | Rondônia                   | 920                      |
| Tuparis                                                                 | Tupari       | Rondônia                   | 607 (Siasi/Sesai 2014)   |
| Wajuru, Wayoro                                                          | Tupari       | Rondônia                   | 248 (Sisai/Sesai 2014)   |
| Wari', Pakaá Nova                                                       | Txapakura    | Rondônia                   | 4 461 (Siasi/Sesai 2020) |

| Nome                            | Língua | Região                                  | População                                                                             |
| Ingarikó                        |        | Roraima Guiana Venezuela                | 1 728 (Coping 2020) 4 000 (1990) 728 (1992)                                           |
| Isolados Pirititi               |        | Roraima TI Pirititi                     |                                                                                       |
| Isolados da Serra da Estrutura  |        | TI Yanomami                             |                                                                                       |
| Isolados do Amajari             |        | TI Yanomami                             |                                                                                       |
| Isolados do Auaris/Fronteira    |        | TI Yanomami                             |                                                                                       |
| Isolados do Baixo Rio Cauaburis |        | TI Yanomami                             |                                                                                       |
| Isolados Parawa u               |        | TI Yanomami                             |                                                                                       |
| Isolados Surucucu/Kataroa       |        | TI Yanomami                             |                                                                                       |
| Makuxi, Macushi, Pemon          | Karib  | Roraima Guiana Venezuela                | 37 250 (Siasi/Sesai 2020) 9500 (Guiana 2001) 89 (Censo de Poblacion y Viviendas 2011) |
| Patamona                        | Karib  | Roraima Guiana                          | 338 (Siasi/Sesai 2020) 5 500 (1990)                                                   |
| Taurepangues, Pemon             | Karib  | Roraima Venezuela                       | 849 (Siasi/Sesai 2020) 27 157 (INE 2001)                                              |
| Sapará                          | Karib  | Roraima                                 |                                                                                       |
| Surui Paiter                    | Mondé  | Roraima Mato Grosso                     | 1 375 (Siasi/Sesai 2020)                                                              |
| Ye'kwana, Maiongong, Makiritare | Karib  | Roraima Venezuela                       | 681 (Siasi/Sesai 2020) 7997 (INE 2011)                                                |
| Waiwai, Karapawyana, Xereu      | Karib  | Roraima e Pará Guiana                   | 2691 (Siasi/Sesai 2020) 170 (Weparu Alemán 2006)                                      |
| Wapixana                        | Aruak  | Roraima (TI Jacamim), Guiana, Venezuela | 11 309 (Siasi/Sesai 2020) 6 000 (Forte 1990) 37 (Censo de Poblacion y Viviendas 2011) |

| Nome                                     | Língua       | Região                            | População                |
| Avás-canoeiros, Cara-Preta, Karijó, Ãwa  | Tupi-guarani | Tocantins e Goiás TI Avá-Canoeiro | 16 (Siasi/Sesai 2012)    |
| Apinayé, Apinajés, Timbira               | Jê           | Tocantins                         | 2 699 (Siasi/Sesai 2014) |
| Asurini, Akuawa                          | Tupi-Guarani | Tocantins                         | 220 (Siasi/Sesai 2020)   |
| Carajá                                   |              | Tocantins                         | 919                      |
| Karajá, Xambioá, Ixybiowa, Iraru Mahãndu | Karajá       | Tocantins                         | 287 (Siasi/Sesai 2014)   |
| Kraô, Craós, Timbira, Mehin              | Jê           | Tocantins                         | 3571 (Siasi/Sesai 2020)  |
| Krahô-Kanela                             | Jê           | Tocantins                         | 122 (Siasi/Sesai 2014)   |
| Tapirapé, Apyãwa                         |              | Tocantins e Mato Grosso           | 917 (Siasi/Sesai 2020)   |
| Xambioás                                 | Carajá       | Tocantins                         | 185                      |
| Xerentes, Akwê                           | Jê           | Tocantins                         | 3 964 (Siasi/Sesai 2014) |

| Nome                       | Língua | Região                             | População      |
| Apiaká                     |        | TI Apiaká do Pontal                |                |
| Awá-Guajá Isolados         |        | Mato Grosso e Pará TI Alto Turiaçu |                |
| Isolados do Pontal         |        | Mato Grosso TI Apiaká do Pontal    |                |
| Isolados do Rio dos Peixes |        | Mato Grosso TI Apiaká-Kayabi       |                |
| Isolados da Arara          |        | Mato Grosso TI Arara do Rio Branco |                |
| Isolados da Aripuanã       |        | Mato Grosso TI Aripuanã            |                |
| Ka'apor                    |        | Mato Grosso e Pará TI Alto Turiaçu |                |
| Munduruku                  |        | Mato Grosso TI Apiaká do Pontal    |                |
| Rikbaktsa                  |        | Mato Grosso TI Escondido           | 80 (IBGE 2022) |

| Nome                           | Língua                   | Região                                        | População |
| Awá-Guajá Isolados             |                          | Maranhão TI Araribóia TI Caru TI Alto Turiaçu |           |
| Awa Guajá                      | tupi-guarani, guajá      | Maranhão TI Araribóia                         |           |
| Guajajara                      | tupi-guarani, tenetehara | Maranhão TI Araribóia                         |           |
| Isolados dos Igarapés Presídio |                          | Maranhão TI Caru                              |           |

### Territórios indígenas
| Município                     | Terra Indígena                   | Área (ha) | Etnia                                            | Idioma           | População | Fonte                   |
| Manoel Urbano e Santa Rosa    | Alto Rio Purus                   | 263 130   | Huni Kuĩ e Madija (Kulina)                       | Pano e Arawa     | 5 434     | FUNAI 2018              |
| Jordão e Feijó                | Alto Tarauacá                    | 142 619   | Isolados do Alto Tarauacá                        | Isolados         | -         | FUNAI                   |
| Porto Walter                  | Arara/Igarapé Humaitá            | 87 571    | Shawãdawa (Arara)                                | Pano             | 532       | CPI-Acre 2017           |
| Marechal Thaumaturgo          | Arara do Rio Amônia              | 20 534    | Arara                                            | Pano             | 297       | SESAI 2013              |
| Assis Brasil                  | Cabeceira do Rio Acre            | 78 512    | Jaminawa e Manu                                  | Pano e Aruak     | 298       | SEMA 2018               |
| Cruzeiro do Sul               | Campinas/Katukina                | 32 623    | Katukina                                         | Pano             | 850       | FUNAI 2016              |
| Tarauacá                      | Igarapé do Caucho                | 12 317    | Huni Kuĩ                                         | Pano             | 747       | AMAAIAC 2018            |
| Jordão                        | Igarapé Taboca do Alto Tarauacá  | 287       | Isolados                                         | -                | -         | FUNAI 2013              |
| Feijó                         | Jaminawa Envira                  | 80 618    | Madija (Kulina) e Ashaninka                      | Arawa e Aruak    | 290       | SESAI 2013              |
| Marechal Thaumaturgo          | Jaminawa Arara do Rio Bagé       | 28 926    | Jaminawa                                         | Pano             | 194       | CPI-Acre 2013           |
| Sena Madureira                | Jaminawa do Guajara              | -         | Jaminawa                                         | Pano             | 60        | SESAI 2013              |
| Cruzeiro do Sul               | Jaminawa do Igarapé Preto        | 25 651    | Jaminawa                                         | Pano             | 210       | FUNAI 2016              |
| Sena Madureira                | Jaminawa do Rio Caeté            | -         | Jaminawa                                         | Pano             | 165       | SESAI 2013              |
| Tarauacá                      | Kampa do Igarapé Primavera       | 21 987    | Ashaninka                                        | Aruak            | 61        | SEMA 2018               |
| Marechal Thaumaturgo          | Kampa do Rio Amônea              | 87 205    | Ashaninka                                        | Aruak            | 807       | Associação Apiwtxa 2018 |
| Feijó                         | Kampa e Isolados do Rio Envira   | 232 795   | Ashaninka, recente contato do Xinane e, isolados | Aruak e Pano     | 335       | FUNAI 2016              |
| Feijó                         | Katukina/Kaxinawá                | 23 474    | Huni Kuĩ e Shanenawa                             | Pano             | 1 428     | CPI-Acre 2018           |
| Marechal Thaumaturgo          | Kaxinawá/Ashaninka do Rio Breu   | 31 277    | Ashaninka e Huni Kuĩ                             | Aruak e Pano     | 767       | CPI-Acre 2017           |
| Tarauacá                      | Kaxinawá Colônia Vinte e Sete    | 305       | Huni Kuĩ                                         | Pano             | 214       | CPI-Acre 2015           |
| Tarauacá                      | Kaxinawá da Praia do Carapanã    | 60 698    | Huni Kuĩ                                         | Pano             | 873       | FUNAI 2016              |
| Jordão                        | Kaxinawá do Baixo Rio Jordão     | 8 726     | Huni Kuĩ                                         | Pano             | 664       | CPI-Acre 2018           |
| Feijó                         | Kaxinawá do Rio Humaitá          | 127 383   | Huni Kuĩ                                         | Pano             | 423       | CPI-Acre 2018           |
| Jordão                        | Kaxinawá do Rio Jordão           | 87 293    | Huni Kuĩ                                         | Pano             | 1 896     | CPI-Acre 2018           |
| Feijó                         | Kaxinawá Nova Olinda             | 27 533    | Huni Kuĩ                                         | Pano             | 337       | FUNAI 2016              |
| Feijó                         | Kaxinawá do Seringal Curralinho  | -         | Huni Kuĩ                                         | Pano             | 215       | SESAI 2013              |
| Jordão                        | Kaxinawá Seringal Independência  | 11 584    | Huni Kuĩ                                         | Pano             | 415       | CPI-Acre 2018           |
| Feijó                         | Kulina do Rio Envira             | 84 364    | Kulina (Madija)                                  | Arawa e Aruak    | 349       | SESAI 2013              |
| Feijó                         | Kulina do Igarapé do Pau         | 45 590    | Kulina (Madija)                                  | Arawa            | 133       | SESAI 2013              |
| Marechal Thaumaturgo          | Kuntanawa                        | -         | Kuntanawa                                        | Pano             | 97        | FUNAI 2016              |
| Assis Brasil                  | Mamoadate                        | 313 647   | **Manchineri e Jaminawa                          | Aruak e Pano     | 1 211     | CPI-Acre 2018           |
| Sena Madureira e Assis Brasil | Manchineri do Seringal Guanabara | -         | Manchineri                                       | Aruak            | 253       | Aquino 2018             |
| Mâncio Lima                   | Nawa                             | -         | Nawa                                             | Pano             | 363       | SEMA 2018               |
| Mancio Lima                   | Nukini                           | 27 263    | Nukini                                           | Pano             | 596       | SEMA 2018               |
| Mâncio Lima                   | Poyanawa                         | 24 499    | Puyanawa                                         | Pano             | 660       | CPI-Acre 2018           |
| Tarauacá                      | Rio Gregório                     | 187 125   | Yawanawa e Katukina                              | Pano             | 942       | CPI-Acre 2017           |
| Feijó e Santa Rosa            | Riozinho do Alto Envira          | 260 972   | Ashaninka e Isolados                             | Aruak e Isolados | 82        | SEMA 2018               |

| Município                                 | Terra Indígena                         | Área (ha) | Etnia                                                                                 | Idioma | População | Fonte |
| Fonte Boa e Jutaí                         | Acapuri de Cima                        |           | Kokama                                                                                |        |           | CIMI  |
| Barcelos, Santa Isabel do Rio Negro       | Aracá-Padauiri                         |           | Baré, Tukano, Baniwa                                                                  |        |           | CIMI  |
| Fonte Boa                                 | Auati-Paraná (Santa União)             |           | Kokana, Miranha                                                                       |        |           | CIMI  |
| Barcelos e Santa Isabel do Rio Negro      | Baixo Rio Negro II (Jurubaxi-Téa)      |           | Arapaso, Baniwa, Baré, Desana, Nadöb, Kuripaco, Pira-Tapuya, Tariana, Tikuna e Tukano |        |           | CIMI  |
| Pauini                                    | Baixo Seruini / Baixo Tumiã            |           | Apurinã                                                                               |        |           | CIMI  |
| Boca do Acre                              | Caiapucá                               |           | Jaminawa                                                                              |        |           | CIMI  |
| Autazes                                   | Capivara, Guapenu, Muratuba, Pantaleão |           | Mura                                                                                  |        |           | CIMI  |
| São Gabriel da Cachoeira                  | Cué-Cué Marabitanas                    |           | Baré, Baniwa, Warekena, Desano, Tukano, Kuripako, Tariana, Pira-Tapuya e Tuyuka       |        |           | CIMI  |
| Benjamin Constant                         | Guanabara                              |           | Kokama                                                                                |        |           | CIMI  |
| Manaquiri                                 | Igarapé Paiol                          |           | Apurinã                                                                               |        |           | CIMI  |
| Boca do Acre                              | Jamamadi do Lourdes                    |           | Apurinã, Jamamadi                                                                     |        |           | CIMI  |
| Boca do Acre, Sena Madureira              | Jaminawá da Colocação São Paulino      |           | Jaminawá                                                                              |        |           | CIMI  |
| Autazes                                   | Jauary                                 |           | Mura                                                                                  |        |           | CIMI  |
| Juruá                                     | Juruá                                  |           | Kulina                                                                                |        |           | CIMI  |
| Beruri                                    | Lago do Barrigudo                      |           | Apurinã                                                                               |        |           | CIMI  |
| Borba                                     | Lago do Limão                          |           | Mura                                                                                  |        |           | CIMI  |
| Atalaia do Norte                          | Lameirão                               |           | Mayoruna                                                                              |        |           | CIMI  |
| Autazes                                   | Murutinga/Tracajá (Tauarí)             |           | Mura                                                                                  |        |           | CIMI  |
| Borba                                     | Pacovão                                |           | Mura                                                                                  |        |           | CIMI  |
| Careiro da Varzea e Autazes               | Ponciano                               |           | Mura                                                                                  |        |           | CIMI  |
| Jutaí e Juruá                             | Riozinho                               |           | Tikuna e Kokama                                                                       |        |           | CIMI  |
| Santo Antônio do Içá                      | São Gabriel / São Salvador             |           | Kokama                                                                                |        |           | CIMI  |
| Careiro da Várzea                         | Sissaima                               |           | Mura                                                                                  |        |           | CIMI  |
| Benjamim Constant e São Paulo de Olivença | Sururuá (Nova Aliança)                 |           | Kokama                                                                                |        |           | CIMI  |
| Santa Isabel do Rio Negro e Japurá        | Uneuixi                                |           | Maku e Tukano                                                                         |        |           | CIMI  |
| Careiro e Manaquiri                       | Vista Alegre                           |           | Mura                                                                                  |        |           | CIMI  |

| Município                                  | Terra Indígena | Área (ha) | Etnia                                                                                  | Idioma          | População | Fonte                      |
| Oiapoque                                   | Galibi         | 7 000     | Galibi Kali'na e Karipuna do Amapá.                                                    | creoulo e karib |           | Instituto Terras Indígenas |
| Oiapoque                                   | Juminá         | 42 000    | Galibi-Marworno e Karipuna do Amapá.                                                   | creoulo         | 291       | Instituto Terras Indígenas |
| Almeirim, Oriximiná, Laranjal do Jari      | Tumucumaque    | 3 071.070 | Akuriyó, Aparai, Katxuyana, Tiriyó, Wayana e, Isolados Akurio, Isolados do Rio Citaré, | karib           | 2 828     | Instituto Terras Indígenas |
| Oiapoque                                   | Uaçá I e II    | 470 000   | Galibi-Marworno, Karipuna do Amapá e Palikur.                                          | aruak e creoulo | 6 105     | Instituto Terras Indígenas |
| Laranjal do Jari e Pedra Branca do Amapari | Waiãpi         | 607 000   | Tupi-Guarani                                                                           | wajãpi          | 1 665     | Instituto Terras Indígenas |